# Jan Podhorski
Jan Henryk Podhorski (nazwisko rodowe Diering), ps. Zygzak, Marciniak (ur. 21 czerwca 1921 w Budzyniu, zm. 4 stycznia 2023 w Poznaniu) – polski działacz konspiracyjny, generał brygady Wojska Polskiego w stanie spoczynku. Z wykształcenia leśnik, wiele lat związany ze spółdzielczością pracy oraz rzecznik patentowy. Podczas kampanii wrześniowej walczył jako ochotnik w batalionie Obrony Narodowej, w okresie II wojny światowej był członkiem Związku Jaszczurczego, Narodowych Sił Zbrojnych oraz Armii Krajowej. Uczestnik powstania warszawskiego i powojennej konspiracji antykomunistycznej, represjonowany oraz więziony przez władze stalinowskie.

## Życiorys

### Młodość
Urodził się w Budzyniu w powiecie chodzieskim. Jego ojciec, Maksymilian Diering (1891–1928), podczas I wojny światowej służył w armii niemieckiej, był ciężko ranny na froncie niemiecko-francuskim, walczył następnie w powstaniu wielkopolskim, otrzymując za męstwo Krzyż Walecznych. W odrodzonej Polsce został komendantem Policji Państwowej w Budzyniu. W maju 1926 bronił wraz z wielkopolskimi oddziałami policji legalnego rządu prezydenta Stanisława Wojciechowskiego, czego następstwem była dymisja z urzędu i przyspieszona emerytura. Matka, Magdalena z domu Marciniak, pochodziła z zasobnej rodziny rolniczej. Jan miał młodszego brata Władysława (1923–1952).   
W 1927 cała rodzina przeprowadziła się do Rakoniewic w powiecie wolsztyńskim, gdzie Jan uczęszczał do szkoły powszechnej oraz gimnazjum. W 1933 wstąpił do Związku Harcerstwa Polskiego, którego był w okresie międzywojennym aktywnym członkiem. Działał w drużynie Harcerskiej im. Tadeusza Kościuszki. Do chwili rozpoczęcia wojny zdobył 33 sprawności i funkcję przybocznego w 30-osobowej drużynie. Naukę gimnazjalną i licealną kontynuował w Wolsztynie. Tam też dał się poznać jako działacz społeczny należąc do sześciu organizacji szkolnych.

### II wojna światowa
24 sierpnia 1939 jako ochotnik zgłosił się do batalionu Obrony Narodowej „Opalenica”, w szeregach którego walczył podczas kampanii wrześniowej. Uczestniczył m.in. w akcji internowania Niemców w Rakoniewicach. 12 września 1939 w walkach pod Sompolnem brał udział w walce na bagnety. Pięć dni później wraz z otoczoną pod Sannikami jednostką dostał się do niewoli. Okres jeniecki trwał dla niego kilka miesięcy, zakończył się w Cytadeli w Poznaniu, gdzie dzięki fortelowi powrócił do domu. Wrócił do Rakoniewic, gdzie wkrótce przyjechało po niego gestapo. Jak się okazało, najważniejszym powodem aresztowania był udział Jana w internowaniu Niemców na początku wojny. Cudem udało mu się uciec z aresztu po brutalnym przesłuchaniu. Po krótkiej rekonwalescencji uciekł na rowerze do Koźmina.   
W styczniu 1940 był jednym z założycieli harcerskiej organizacji konspiracyjnej „Orły”. Pod pseudonimem Marciniak, działał w grupie redagującej i drukującej gazetkę „Orły”. Po dwóch latach działalności w kwietniu 1942 przedostał się do Generalnego Gubernatorstwa. Tam złożył przysięgę w Organizacji Wojskowej Związek Jaszczurczy. Po scaleniu organizacji jako żołnierz Narodowych Sił Zbrojnych trafia do Grójca. Tam kontynuował przerwaną naukę w tajnym Liceum Ogólnokształcącym. Po ukończeniu konspiracyjnej szkoły wojskowej wraz z wieloma mu podobnymi miał być przerzucony w Bory Tucholskie.  
Po wybuchu powstania warszawskiego trafił na punkt kontaktowy w Domu Technika przy ul. Czackiego 3/5 w Warszawie. Walczył w szeregach pułku NSZ im. gen. Władysława Sikorskiego, następnie w 2. kompanii batalionu AK „Miłosz” śródmiejskiej Grupy „Radwan”. 23 sierpnia 1944 jako dowódca jednej z grup szturmowych wziął udział w zdobyciu Komendy Policji i kościoła świętego Krzyża, a z początkiem września szukał możliwości przebicia się wraz z oddziałem poza Warszawę, kierując się na południe. Po zakończeniu powstania, będąc już w stopniu podporucznika, więziony był przez w Stalagu IV B w Muehlbergu nad Łabą. 23 kwietnia 1945 obóz został wyzwolony przez wojska radzieckie.  

### Okres powojenny
Po przyjeździe do Poznania początkowo rozpoczął studia medyczne, ale szybko przeniósł się na leśnictwo. Jako przeciwnik sowietyzacji kraju wstępuje do konspiracji i współorganizuje działalność konspiracyjną Młodzieży Wszechpolskiej, w której zajmował się sprawami wojskowymi. W maju 1946 w związku z wydarzeniami w Krakowie zainicjował wybuch pierwszego strajku studenckiego w Poznaniu. Strajkujący żądali wtedy uwolnienia aresztowanych w dniu 3 maja w Krakowie. Strajk skończył się aresztowaniami. Został mu odebrana legitymację studencka, ale jemu samemu – udało mu się uciec z gmachu posterunku milicji. Po rozbiciu grupy przez Urząd Bezpieczeństwa w grudniu 1946, po 6-miesięcznym pobycie w areszcie, został skazany na 7 lat pozbawienia wolności (po uwzględnieniu amnestii na 3 lata). Więziony był Zakładzie Karnym we Wronkach. Po wyjściu na wolność powrócił na studia. W 1959 ukończył studia na Wydziale Leśnym Wyższej Szkoły Rolniczej w Poznaniu. Pracował w spółdzielczości, m.in. jako specjalista kosztów i cen, był także rzecznikiem patentowym. W okresie PRL-u był ciągle inwigilowany przez SB. Jego nazwisko znajdowało się na wykazach osób podejrzanych przez komunistów jeszcze w połowie lat 80. 
Aż do 1989 nie ujawniał swojej NSZ-towskiej przeszłości. W latach 1993–2013 był prezesem Okręgu „Wielkopolska” Związku Żołnierzy Narodowych Sił Zbrojnych w Poznaniu, później był prezesem Rady Naczelnej Związku Żołnierzy NSZ oraz członkiem Rady Kombatanckiej przy Marszałku Województwa Wielkopolskiego i Związku Powstańców Warszawskich.
W lutym 2016 został awansowany na stopień generała brygady w stanie spoczynku. Również w 2016 r. został laureatem nagrody honorowej „Świadek Historii” przyznanej przez Instytut Pamięci Narodowej.
Zmarł w wieku 101 lat, 6 miesięcy i 14 dni w Poznaniu, został pochowany na cmentarzu na Miłostowie.

## Ordery i odznaczenia
- Krzyż Komandorski Orderu Odrodzenia Polski[20]
- Krzyż Oficerski Orderu Odrodzenia Polski[21]
- Krzyż Kawalerski Orderu Odrodzenia Polski
- Krzyż Walecznych
- Warszawski Krzyż Powstańczy
- Krzyż Narodowego Czynu Zbrojnego
- Krzyż Partyzancki
- Krzyż Armii Krajowej
- Medal „Za udział w wojnie obronnej 1939”
- Krzyż Kampanii Wrześniowej
- Medal za Warszawę 1939–1945
- Medal „Pro Memoria”
- Medal pamiątkowy z okazji 70. rocznicy Powstania Warszawskiego[22]